# ونژو
ونژو (به لاتین: Wenzhou) یک شهر مرکزی در جمهوری خلق چین است که در چجیانگ واقع شده‌است. این شهر ۷۹ شهر پر جمعیت جهان است.

## خصوصیات
ونژو ۹٬۱۲۲٬۱۰۰ نفر جمعیت دارد.

## خواهرخوانده
شهرهای گیسن، وجوانو و کوره، هیروشیما خواهرخوانده‌های ونژو هستند.